# メタノブレウィバクテル属
メタノブレウィバクテル属（メタノブレビバクター属、-ぞく、Methanobrevibacter）は、代表的なメタン菌の一属。哺乳類やシロアリなどの消化器官、水田、湖沼、海洋汚泥、ぬれた土など広範囲の嫌気環境に分布する。人体から最も多く分離される古細菌もこの属で、腸内古細菌として結腸内にも生息している。基準種はM. ruminantium、ゲノムは2007年にM. smithii ATCC 35061株について解読完了（1.853Mbp）。
外観は比較的短い桿菌。シュードムレインより構成される細胞壁を持ち、グラム染色では陽性を示す。常温の中性環境を好み、真正細菌が排出した水素あるいは有機酸（ギ酸など）からメタンを合成してエネルギーを得ている。ある種の真正細菌と共生関係を持つものも知られる。今のところ14種がこの属に属しており、古細菌としてはThermococcusやHalorubrum に次いで大きな属である。
- 生育温度 - 10～45℃程度
- 生育pH - pH7付近
- 抗生物質感受性 - 古細菌であるため、広い抗生物質（ペニシリン、セファロスポリン、バンコマイシン、ストレプトマイシン、ゲンタマイシン、シプロフロキサシン、クリンダマイシンなど）に対して強い抵抗性を示し、細菌をターゲットに開発された抗生物質は高濃度のクロラムフェニコールによって増殖が阻害される程度である。嫌気性の抗原虫・細菌薬であるメトロニダゾールでほぼ除去されることが報告されている。

学名はmethanum（メタヌム;メタン）+ brevis（ブレウィス;短い）+ bacter（バクテル;棒）であり、ラテン語でメタン（を生成する）短桿菌の意。

## 人間との関わり
この属に属すM. smithii、M. ruminantium、M. oralisは比較的よく人体から分離される。報告数は古細菌の中で最も多く、人間に最も身近な古細菌と言える。よく知られている働きは、屁中のメタンを合成することである。2006年にはM. smithiiが腸内細菌を活性化させ栄養吸収率を上昇させるという報告がなされており、肥満に関与している可能性も示された。なお、メタン菌と硫酸還元菌（屁中の硫化水素を合成）は基質である水素をめぐって競合関係にあるため、発癌物質の蓄積を抑える可能性もあるが、まだ研究段階である。これ以外にも、口内の歯垢からM. oralisが分離されており、特に歯周病患者に多いことから、この病気に何らかの形で関与している可能性があると言われている。

## 分類（種）
- M. acididurans - M. arboriphilus - M. curvatus - M. cuticularis - M. filiformis - M. gottschalkii - M. millerae - M. olleyae - M. oralis - M. ruminantium (T) - M. smithii - M. thaueri - M. woesei - M. wolinii